# Pere Sust Sagau
Pere Sust Sagau (Barcelona, 27 de novembre de 1941) és un jugador, entrenador i dirigent esportiu vinculat al basquetbol.
Com a jugador va pertànyer als Maristes de Sant Joan i al Laietà, amb el qual va ser campió d'Espanya juvenil, va jugar a la lliga espanyola i va ser preseleccionat per als Jocs Olímpics d'Estiu de 1960 celebrats a Roma. Després va ser entrenador, fundador de l'Associació Catalana d'Entrenadors i president del Club Esportiu Sant Joan.
Va ser president de la Federació Catalana de Basquetbol entre 1979 i 1984. El 1980, un any després de ser elegit president, va crear la Lliga catalana, va recuperar les seleccions catalanes amb un partit entre Catalunya i el País Basc i va promoure la creació de l'Escola Catalana d'Àrbitres. Es va presentar a les eleccions a la presidència de la Federació Espanyola de Basquetbol, que va guanyar el 17 de novembre de 1984. Aquest càrrec, que va renovar el 1988, el va portar a ocupar llocs de responsabilitat a la Federació Internacional de Bàsquet, al Comitè Olímpic Espanyol, al Consejo Superior de Deportes i al Comitè Organitzador dels Jocs Olímpics de Barcelona 1992. Ha estat a vocal de bàsquet del FC Barcelona, president de l'Universitari Barça femení i del Patronat de la Fundació Bàsquet Català. Ha estat, entre d'altres, secretari general de l'Esport de la Generalitat de Catalunya, i ha ocupat diversos càrrecs de responsabilitat en el Centre d'Alt Rendiment de Sant Cugat, al Consell Rector de l'Institut Nacional d'Educació Fisica de Catalunya i al Consorci del Circuit de Catalunya, fundador i president de l'Associació Catalana de Dirigents de l'Esport, i secretari general i president del Comitè Olímpic de Catalunya.